# 鑽石舞台
《鑽石舞台》是中華電視公司（華視）1980年代中期至1990年代紅極一時的星期日晚間大型綜藝節目，播出集數約400多集，製作單位為頤倫影視、映畫傳播，製作人為王鈞、郭宏亮、禚宏順、黃國治、李慧蘭。本節目是《號外特攻隊》的接檔節目，為華視創造締造出「綜藝王國」的美譽，也是當時華視「鎮台之寶」。
《鑽石舞台》從開播至停播都任用華視大樂隊擔任伴奏，母帶版權分屬華視、全能製作公司（繼承頤倫影視地位）與映畫傳播。

## 歷屆主持人
- 第一任：

| 開始時間 | 結束時間 | 主持人             | 備註                   |
| -------- | -------- | ------------------ | ---------------------- |
| 1986年   |          | 高凌風、夏玲玲主持 | 胡瓜、鄭進一為助理主持 |

- 第二任：

| 開始時間 | 結束時間 | 主持人     | 備註                   |
| -------- | -------- | ---------- | ---------------------- |
| 1986年   | 1987年   | 高凌風主持 | 胡瓜、鄭進一為助理主持 |

- 第三任：

| 開始時間 | 結束時間 | 主持人           | 備註           |
| -------- | -------- | ---------------- | -------------- |
| 1987年   | 1990年   | 胡瓜、鄭進一主持 | 曹蘭為助理主持 |

- 第四任：

| 開始時間 | 結束時間 | 主持人         | 備註                           |
| -------- | -------- | -------------- | ------------------------------ |
| 1990年   | 1994年   | 胡瓜、陽帆主持 | 曹蘭、姚黛瑋、黃子佼為助理主持 |

- 第五任：

| 開始時間 | 結束時間 | 主持人           | 備註                             |
| -------- | -------- | ---------------- | -------------------------------- |
| 1994年   | 1995年   | 陽帆、方芳芳主持 | 董至成、郭子乾、陳為民為助理主持 |

## 主題曲

### 高凌風時期至胡瓜時期初期主題曲
詞／詹森雄  曲／詹森雄  伴奏／華視大樂隊
嘟魯嘟魯嘟魯、嘟魯魯 鑽石的舞台
嘟魯嘟魯嘟魯、嘟魯魯 鑽石的舞台
嘟魯嘟魯嘟魯、嘟魯魯 繽紛的色彩 鑽石的舞台
熱情的夜晚 奔放的情懷 音樂讓我們、擁有一樣的愛
朋友們一起、來把憂愁拋開 今夜讓我們、擁有鑽石舞台
嘟魯嘟魯嘟魯、嘟魯魯 鑽石的舞台
嘟魯嘟魯嘟魯、嘟魯魯 鑽石的舞台
嘟魯嘟魯嘟魯、嘟魯魯 繽紛的色彩 鑽石的舞台

### 胡瓜時期至陽帆時期主題曲
1989年改用本主題曲
詞／佚名   曲／詹森雄   伴奏／華視大樂隊
【前奏】
忘記一切不順心  拋開焦慮的心情
鬆弛緊張的情緒 【口白】：歡迎您闔第光臨
【間奏】
最喜歡那些明星  什麼歌你最愛聽
想要看什麼精彩好戲 【口白】：鑽石舞台等著您
【間奏】
【口白】：

工作壓力傷透腦筋 傷腦筋
考試家事精疲力盡 好累喔
充電一下恢復衝勁 YA
超越自我領導流行 有信心
【尾奏】

## 節目風格

### 高凌風時期
高凌風時期的《鑽石舞台》主要以大型歌舞秀為主，其次是短劇。當時來賓都要排排站接受主持人高凌風與夏玲玲的訪問，胡瓜與鄭進一則在來賓群擔任助理主持人。短劇方面，以高凌風為主，夏玲玲、胡瓜、鄭進一則是飾演配角。
不過《鑽石舞台》起初並不受歡迎，又受到中視《黃金拍檔》衝擊，收視率未見起色，夏玲玲主持一個月因收視低迷而請辭，高凌風則因文潔事件與華視鬧翻，《鑽石舞台》便進入胡瓜時期。

### 胡瓜時期
胡瓜時期的《鑽石舞台》是節目收視最高的時候，也是節目的黃金時期。起初保留了高凌風時期的大型歌舞秀及短劇，胡瓜、鄭進一從助理主持變成主持人，剛開始胡瓜、鄭進一也很擔心收視不佳，但沒想到收視竟然比高凌風時期要來得好。而胡瓜、鄭進一的主持默契十足，毒舌式的主持風格深受觀眾喜愛。而後鄭進一因與製作人王鈞不合而請辭主持，原本要由澎恰恰接替鄭進一，但澎恰恰並沒有入主，最後改由陽帆搭配胡瓜主持。胡瓜時期新增三位助理主持人曹蘭、姚黛瑋、黃子佼。胡瓜時期的短劇會依主持人或來賓做設計，胡瓜所扮演的瑜伽大師、陽帆所扮演的陽婆婆等都是當時相當著名的角色，執行製作柴智屏也曾在短劇演雙冬姐妹花。

### 陽帆時期
胡瓜因李璇事件請辭《鑽石舞台》主持，由方芳芳接替胡瓜與陽帆搭擋。陽帆時期的《鑽石舞台》因節目遭遇瓶頸，製作單位大改組，原本的製作人禚宏順與執行製作柴智屏到台視製作的全新綜藝節目《超級星期天》收視亮眼，《鑽石舞台》面臨收視壓力。陽帆時期新增三位助理主持人董至成、郭子乾、陳為民。隨著胡瓜因李璇事件告一段落重返華視，《鑽石舞台》停播，薛聖棻與郭宏亮領導映畫傳播製作的綜藝節目《綜藝大聯盟》接檔；《鑽石舞台》最後一集便播出回顧系列，並邀請歷任主持人高凌風、胡瓜來上節目。

## 單元介紹
開場（無官方名稱）
有兩種版本：第一種開場是，當天出場的眾歌星輪流唱歌（只唱副歌），最後主持群出場與眾歌星合唱「鑽石舞台亮晶晶，鑽石舞台亮光光……」（改自歌星林沖成名曲〈鑽石〉），唱完就宣告節目開始；第二種開場是1990年中期起使用的版本，主持群與兩位合音唱：「忘記一切不順心，拋開焦慮的心情，鬆弛緊張的情緒，……」全曲結束前，主持群致歡迎詞收束全曲。
〈舞台對抗〉
以《NHK紅白歌合戰》的分組對抗模式為主體的遊戲單元，包括〈口對口接力〉、〈歌唱急轉彎〉、〈痞子經理〉等單元，型態與內容以機動、活潑為主。
〈痞子經理〉是一個猜拳單元，玩的是「痞子拳」，玩法不詳。玩痞子拳時的口令是「痞子痞子痞，帕子帕子帕」（「子」皆音「zī」，「帕」皆音「pǎ」），源自曹蘭第一張唱片專輯《好朋友：曹蘭鬧翻天第1輯》（比特音樂製作，滾石唱片1989年發行）的主打歌〈好朋友〉的開場白。
〈追追追〉
1987年3月開播的短劇單元，戲仿華視新聞之談話性節目《新聞追擊》，以有關大眾生活且具新聞性的話題為趣味、諷刺之題材，胡瓜扮演「胡少瓜」戲仿當時《新聞追擊》主持人趙少康。
〈微服出擊〉
每次邀請一位藝人喬裝在台北東區街頭，曹蘭或黃子佼隨機訪問路人，測試是否有路人能認出該位藝人在何處。
〈鑽石盃躲避球大賽〉
開放公司行號電話報名的躲避球比賽，曹蘭主持，參賽觀眾必須有高中以上學歷。胡瓜、陽帆與來賓群合組明星隊。觀眾隊與明星隊各十人參賽，三戰二勝。
〈小魚吃大魚〉
胡瓜與曹蘭在進廣告前彼此提出一個趣味問題，廣告後揭開解答，兩人事先都不知道答案。答案一出來，往往一方氣著追打另一方。
本單元開放觀眾來信提供問題，收件地址：「台北市光復南路100號 《鑽石舞台》節目收」。
〈嚇嚇叫〉
棚內由曹蘭主持，外景由黃子佼、姚黛瑋主持，在明德樂園、八仙樂園等地出外景，每集邀請藝人坐上高空遊樂設施試膽。
〈嚇嚇跳〉
棚內由曹蘭主持，外景由黃子佼、姚黛瑋主持，每集邀請藝人挑戰高空彈跳。
〈話題人物〉
主要邀請實力派歌手接受胡瓜與陽帆訪問，唱自己的經典歌曲。第189集訪問江蕙，現場播放1977年江蕙在中泰賓館夜總會唱歌影片，江淑娜、澎恰恰、洪榮宏、方文琳、方芳以預錄方式各自談自己眼中的江蕙，訪問結束後江蕙唱新歌〈夢中情〉。
〈對手戲〉
短劇單元，胡瓜、陽帆、曹蘭主演。
〈大瓜哥與小帆帆〉
短劇單元，胡瓜、陽帆主演，胡瓜、陽帆與曹蘭跳開場舞。胡瓜扮演「大瓜哥」，陽帆扮演「小帆帆」，兩人四處求職卻總是鬧笑話。
〈黑牙與白皮〉
短劇單元。單元名稱改自台灣電影《黑皮與白牙》。
〈老夫子〉
短劇單元。
〈魔鬼訓練營〉
短劇單元。
〈頑皮報〉
短劇單元。曹蘭扮演記者「頑皮記者曹蘭」，採訪其他角色。每集一開始，舞台中央立有兩個左右並排的大型看板，畫有虛構報紙《頑皮報》的頭版。開場音樂結束，兩個大型看板以人工方式往左右兩方移走，曹蘭出場自我介紹「我是頑皮記者曹蘭，yeah」並講一段開場白，然後其他角色出場。
該單元中的女子雙人組合「雙冬姐妹花」是由柴智屏與張玲瑜飾演，柴智屏飾演「冬冬」，張玲瑜飾演「雙雙」。雙冬姐妹花是曹蘭與姚黛瑋在華視綜藝節目《綜藝萬花筒》中飾演的女子雙人組合「檳榔姐妹花」的原型。
〈刁馬旦〉
短劇單元。名稱之由來，是刻意把「刀馬旦」的「刀」改成「刁」。
〈現象78〉
短劇單元。名稱之由來，是改自朱友龍主持的華視醫學保健資訊節目《跳動72》。
〈整型醫院〉
短劇單元。
〈洪熙官與方世玉〉
短劇單元。胡瓜飾演男主角「方世玉」，鄭進一飾演另外一位男主角「洪熙官」，惡搞電影《少林英雄之方世玉洪熙官》。
〈瑜伽大師〉
短劇單元。胡瓜飾演男主角「瑜伽大師」，以道具演出肢體動作的趣味。
〈阿諒的一生〉
短劇單元。陽帆飾演男主角「阿諒」，以口吃的說話方式搞笑。阿諒之名取自陽帆本名「陳景諒」。全劇分為童年、學生、上班族、老年等四個階段，童年的阿諒癡呆，學生時代的阿諒調皮，中年的阿諒在辦公室鬧笑話，老年的阿諒率性。
〈陽婆婆〉
短劇單元。陽帆飾演女主角「陽婆婆」，其他主持人與來賓合演。陽婆婆本名「陽美麗」，最大特徵是她又乾又皺的嘴唇。陽婆婆的原形源自富士電視台綜藝節目《志村大爆笑》中，志村健飾演的「志村(瞳)婆婆」。
〈陽婆婆上班了！〉
〈陽婆婆〉衍生的短劇單元，演陽婆婆從事不同工作所鬧出的笑話。
〈俊瓜純情曲〉
短劇單元。胡瓜戴貓王髮型的假髮飾演男主角「胡俊瓜」，每集與不同女藝人談情說愛，卻總是被對方整。
〈點歌時間〉
每集邀請一位藝人或一組藝人團體接受現場觀眾點歌。
〈世紀催眠秀〉
邀請「催眠大師」馬丁·聖詹姆斯（Martin St. James）來為所有明星催眠，讓被催眠的明星各自做出無厘頭的動作與聲音。當時有些觀眾覺得「是真是假，當事人最清楚」，收視率因此特別高。
〈鑽石狀況劇〉
主持人與來賓合演短劇。主持人宣佈「狀況開始」後、主持人宣佈「狀況解除」前，任何人皆不得說出「你」、「我」、「他」三字；說出三字中任何一字者，必須受罰；有人正在受罰時，或狀況解除時，則無此限制。

## 特別節目
ＸＸＸ晚會
與社會上的公益或慈善團體一起舉辦慈善晚會，有時會有中華民國國軍單位合辦晚會。
1992年10月4日，慶祝嘉義縣朴子鎮升格為子市，應嘉義縣朴子市民代表會邀請舉辦《鑽石舞台特別節目 祥和社會一家親晚會》，主持人是胡瓜、陽帆、曹蘭。

## 相關資訊
依據《鑽石舞台》第一代主持人高凌風在2009年6月接受東森新聞台《台灣啟示錄》採訪時的敘述，《鑽石舞台》一名是他取的，命名的原因是要打中國電視公司（中視）綜藝節目《黃金拍檔》；因為他認為，能夠打倒黃金的事物，只有鑽石最貴。
1986年12月，《鑽石舞台》第一代主持人夏玲玲因節目播出一個月收視率未見起色，再加上不滿幕後人員抵制其男友曹啟泰為她寫劇本，幕後工作人員紛紛求去，新工作人員接手後又無法讓收視率提升，只好請辭主持。
1987年，由於高凌風及其女友文潔的「三台默契」問題，高凌風拒絕參加《鑽石舞台》錄影，高凌風與華視正式決裂；《鑽石舞台》剩下的兩位主持人胡瓜、鄭進一續任，收視率反而比高凌風離開前高。
1994年2月，《鑽石舞台》決定全盤更新，擬改由胡瓜、陽帆、方芳芳共同主持，不排除更改節目名稱；但在革新方案實施之前，原本的主力製作群禚宏順、劉德惠等人已離職並另組全紅傳播，製作中視綜藝節目《天生贏家》。但胡瓜隨即因李璇事件請辭主持，《鑽石舞台》遂改由陽帆與方芳芳主持。
1995年4月29日，《鑽石舞台》錄製最後一集，胡瓜與高凌風同台。
2013年，高凌風在自傳書《火鳥：高凌風自傳》回憶拒絕參加《鑽石舞台》錄影事件時說，當時老三台之間的「三台默契」是，一個藝人只要被認為是某一台的藝人，另二台就不能讓他/她參與自家節目；文潔被認為是華視的藝人，台視與中視自然不方便讓她參加自家節目。高凌風遂聯合胡瓜與鄭進一，以罷錄《鑽石舞台》為手段，向華視總經理吳寶華爭取藝人自由流通；結果吳寶華不為所動，胡瓜與鄭進一則臨陣反悔，只剩高凌風罷錄。「胡瓜、鄭進一更沒把我這個大哥的話放在心裡。第二天，製作人郭建宏（映畫傳播老闆）才跟我打招呼，說：『為了大局，阿義（鄭進一）及胡瓜先留下來頂一下節目。』我當然無所謂，心想：『我不在，節目還有人看嗎？』世事難料，沒有高凌風的《鑽石舞台》還是活得好好的。而胡瓜當年承諾與我一起退出；直到今天，他已成演藝圈大哥大，一晃快30年了，還是沒退出。造化弄人。以前身邊的小弟，現已坐擁億萬資產，在娛樂圈舉足輕重；而我現在血癌在身，想起往事歷歷，真是酸甜苦辣。」
2014年1月22日，鄭進一說，《鑽石舞台》播出期間，王鈞常和他爭執，「他說話太直，是他最大的缺點。他在『人和』上比較弱，但對事不對人啦！」
《鑽石舞台》創造的甘草人物有：「陽婆婆」（陽帆飾）、「痞子流氓」（陽帆飾）、「瑪麗瓜」（胡瓜飾）、「劉的華」（劉的華飾）、「雙冬姊妹花」（張玲瑜飾雙雙，柴智屏飾冬冬）。
2004年東森綜合台播出的綜藝節目《綜藝大牌檔》，是全能製作公司將《鑽石舞台》重新剪輯之後播出的。2006年，高點綜合台曾經購買《鑽石舞台》重播。高凌風時期的《鑽石舞台》現今包括華視在內並未重播，2014年2月高凌風逝世後華視新聞曾經短暫公開高凌風唱主題曲的片段。目前重播的《鑽石舞台》都是胡瓜時期至停播的集數。
映畫傳播YouTube官方頻道「映畫製作」提供《鑽石舞台》官方精華版，但未必會附上華視首播時字幕。2025年5月，全能製作公司YouTube官方頻道「全能娛樂」開始提供《鑽石舞台》官方精華版，保留華視首播時字幕。